# Deus Caritas Est

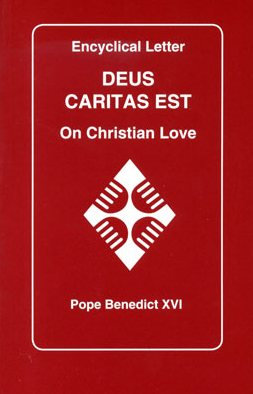
Обкладинки англомовного видання

Deus Caritas Est (укр. Бог є любов) — енцикліка Папи Римського Бенедикта XVI. У ній йдеться про поняття любові в різних вимірах.
Енцикліка була опублікована 25 січня 2006 року. Вона вийшла офіційною мовою Ватикану — латинською, і одночасно на семи інших мовах: німецькою, англійською, французькою, польською, італійською, іспанською та португальською (пізніше переведена на багато інших мов, включаючи і російську). Папа написав енцикліку влітку 2005 року, під час відпустки. Спочатку публікація цього документу була запланована на 8 грудня 2005 року (завершена 25 грудня 2005 р.), тобто на свято Непорочного зачаття Діви Марії і 40-річчя завершення Другого Ватиканського собору. Вихід енцикліки в світло відкладався через виниклі проблеми з перекладом на іноземні мови. Варто зауважити, що ще до публікації енцикліка викликала безпрецедентний інтерес не тільки в католицькому світі, але й у ЗМІ Італії та інших країнах світу. Зокрема, у пресі стали з'являтися «витримки» і «цитати» з енцикліки.

## Назва
Назва енцикліки походить від її перших слів на латинській мові. Енцикліка починається цитатою з Першого послання святого Івана (гл. 4, стих 16) «Бог є любов» («лат. Deus Charitas Est», «грец. Ὁ Θεὸς ἀγάπη ἐστί»).

## Структура
Енцикліка складається з двох частин.
- Перша називається «Єдність любові у творінні та історії спасіння». У ній представлені богословсько-філософські роздуми про любов в різних вимірах (стосується любові Бога до людини та відповіді людини на неї, а також любові між людьми, вищою формою якої є суміжне кохання; існуюча любов, яка «бажає» і «дарує» любов як між людьми, так і у відносинах між людиною і Богом).
- Друга частина — «Практика любові Церкви як громади любові», що присвячена конкретно втіленню в життя заповіді любові, організованої форми милосердя в благодійності; щодо люблячої турботи про людей і людського відгуку в любові до Бога та ближнього (стосується християнського милосердя, любові до Бога та ближнього і розуміється так, «що претензія любити Бога стає брехнею, якщо люди закриваються перед сусідами або навіть ненавидять їх» № 16).

Перша частина енцикліки є теоретичною, а друга носить практичний характер.

## Зміст
Енцикліка присвячена любові. Тема енцикліки — християнська любов в її всіляких проявах і роль любові в житті Церкви. Зазвичай енцикліки присвячені різним питанням католицької доктрини, моралі або дисципліни. Вони допомагають теологам зрозуміти, як і про що мислить понтифік, а також визначити, в якому напрямку буде розвиватися Католицька Церква. Вибравши тему любові, Бенедикт XVI показав, що любов до Бога й милосердя є центральними принципами християнської віри. Таким чином, існує любов, яка «бажає» і «дарує» любов як між людьми, так і у відносинах між людиною і Богом. Енцикліка описує різницю між термінами «ерос» та «агапе», внаслідок чого «ерос» описується скоріше як чуттєвий момент любові, а «агапе» — духовну відданість людині коханої людини чи Богові: ми зустрічаємо "два основні слова «ерос» як уявлення про мирське кохання та «агапе» як вираження любові, заснованої на вірі та сформованої нею. Обидва часто протистоять один одному як «висхідна» та «низхідна» любов; з цим пов'язані й інші класифікації, такі як відмінність між зажерливою і даруючою (жертовною) любов'ю (лат. amor concupiscentiae - amor benevolentiae), до якої іноді додається любов, яка є корисною (№ 7).
«Deus Caritas Est» ставить у центр життя сучасної Церкви милосердну любов. Заснована на Євангелії та теологічно аргументована, енцикліка закликає до впорядкування використання та розуміння слова «любов», вона точно описує любов як особливий, вищий тип відносин між людьми, який веде до божественної любові й служіння ближньому. В енцикліці порушені три основні теми — Бог як першоджерело любові, Ісус Христос як втілення любові Бога до людини та любов до Бога і ближнього. Ці три теми є трьома головними напрямами християнської віри. Любов до Бога і до ближнього нероздільні, і, по суті, це єдина заповідь — ось в чому сенс послання понтифіка до сучасного суспільства. Публікацією першої енцикліки Папи Бенедикта XVI, Католицька Церква на сучасному етапі свого розвитку отримала новий теологічний документ, що визначає основні напрямки її діяльності, засновані на найважливішій Христовій заповіді: «Люби Бога і ближнього». Людині секулярної постмодерністської культури початку XXI століття Папа Римський в енцикліці «Deus Caritas est» показує, що шлях до святості — це життя, одушевлене любов'ю, джерело якої — Бог.

## Цікаві факти
Енцикліку Бенедикта XVI з особливим ентузіазмом сприйняли в місті Терні, де кафедральний собор присвячений святому Валентинові — покровителю закоханих. Єпископ м. Терні Вінченцо Палья заявив, що в році оголошення енцикліки святкування на честь святого Валентина набуває нового імпульсу підо впливом енцикліки, що закликає опромінювати людську любов світлом Божої любові.